# Nicht alle waren Mörder (Film)
Nicht alle waren Mörder ist ein deutscher Fernsehfilm unter der Regie von Jo Baier aus dem Jahr 2006, der auf den Erlebnissen des Schauspielers Michael Degen beruht, die dieser bereits 1999 in seinem gleichnamigen Buch geschildert hatte. Neben Aaron Altaras und Nadja Uhl spielen Hannelore Elsner, Dagmar Manzel, Katharina Thalbach und Maria Simon die Hauptrollen. 

## Handlung
März 1943: Als ihre Nachbarn von der SS zur Deportation abgeholt werden, entschließt sich die Jüdin Anna Degen in letzter Minute dazu, mit ihrem elfjährigen Sohn Michael die Flucht anzutreten, um einer Verhaftung durch die Gestapo zu entgehen. Michaels Vater Jacob Degen ist bereits tot, er starb kurze Zeit nach seiner Freilassung aus dem KZ Sachsenhausen. Eine gute Freundin, Lona, besorgt Mutter und Sohn eine Unterkunft bei Ludmilla Dimitrieff, einer russischen Emigrantin. Michael hat Probleme, sich mit der neuen Situation abzufinden. Auch ist ihm Ludmillas Verlangen nach körperlicher Nähe unangenehm. Als Dimitrieffs Wohnung während eines Bombenangriffs brennt, werden die Degens von Karl Hotze, einem Kommunisten, zu ihrer nächsten Unterkunft gebracht. 
Die Familie Teuber nimmt sie gegen Geld bei sich auf (siehe auch Judenhelfer). Sie „vermietet“ auch ihre Töchter an Fronturlauber. Als Anna Degen eines Tages nur um Haaresbreite der Gestapo entkommt, wird Frau Teuber die Gefahr zu groß: Sie setzt die Degens vor die Tür. 
Karl Hotze ist ihnen erneut behilflich, ein Versteck zu finden. Sie kommen bei Märtchen Schewe, Hotzes Schwägerin, unter. Die Hotzes sind als ausgewiesene Kommunisten selbst in Gefahr, und so kann auch der Aufenthalt bei ihnen nicht lange gut gehen: Als die Gestapo im Haus ist, müssen Anna und Michael Degen wiederum flüchten. 
Kurz zuvor hatte Michael Degen in Rolf Redlich, einem Jungen, der in der Nähe der Hotzes wohnt, einen Freund gefunden. Rolf ahnte sehr schnell, dass die Degens Juden sind, und auch Rolfs Vater war das von Anfang an klar. Nachdem Mutter und Sohn nach ihrer Flucht von Märtchen Hotze eine Nacht im Wald zugebracht haben, fällt Michael ein, dass sie bei den Redlichs Unterkunft finden könnten. Anna Degen ist zunächst nicht besonders begeistert, jedoch bleibt ihr nichts anderes übrig, als bei Erwin Redlich vorstellig zu werden. Die Redlichs nehmen Michael und Anna Degen ohne viel Worte auf, und es stellt sich fast so etwas wie eine Familienidylle ein. Der einsame Mann ist froh, dass sein Haus nicht mehr so leer ist. 
Aber auch diese Zeit währt nicht lange: Im nahegelegenen Wald suchen Michael und Rolf nach Splittern von Fliegerbomben, Artillerie- und Flugabwehrgranaten, da diese in der HJ als begehrte Sammelobjekte gelten. Damit ihnen auf der Suche nach den besten Granatsplittern niemand zuvorkommt, begeben sie sich vor der offiziellen Entwarnung in den Wald. Dabei löst Rolf versehentlich einen Blindgänger aus und wird durch die Explosion schwer verletzt. Michael versucht zwar noch, seinen Freund ins Dorf zurückzubringen, Rolf stirbt jedoch auf dem Weg dorthin. Sein Vater Erwin Redlich stürzt daraufhin in eine schwere Krise. Er sieht den Tod seines Sohnes als Strafe dafür an, dass er als Lokführer der Reichsbahn ohne Widerrede Tausende von Juden nach Auschwitz in den sicheren Tod gefahren und nichts dagegen unternommen hat. Wieder einmal müssen die Degens flüchten.
Ihr Weg führt sie zurück zu Märtchen Schewe, die Anna Degen und ihren Sohn liebevoll in die Arme schließt. Karl Hotze und seine Frau Käthe sind noch im Konzentrationslager. Gemeinsam mit Märtchen erleben die Degens die Befreiung durch die Rote Armee – erst das von Michael gesprochene Kaddisch kann den jüdischen Offizier davon überzeugen, dass sie wirklich Juden sind.
Der Film endet kurz nach Kriegsende mit Märtchen Schewes Tod, die einer Gelbsucht erliegt.

## Produktion und Veröffentlichung
Die Dreharbeiten fanden vom 10. Oktober bis zum 28. November 2005 in Breslau und Berlin statt. Die Erstausstrahlung des Films erfolgte am 1. November 2006 in der ARD.   

## Kritiken
„Der milieugenaue Film zeigt die Verzweiflung und die Angst der Protagonisten, verraten zu werden; zugleich stellt er die mögliche Größe des Menschen heraus, der durch teilnehmende Menschlichkeit und Freundschaft den Terror überwinden kann. Dabei macht er Brüche in den Charakteren sichtbar, lässt Momente von absurder Komik wie auch emotionaler Härte zu und erzählt in starken emotionalen Farben.“

„Dieses fesselnde, teilweise recht harte Geschichtsdrama über kaum bekannte Beispiele von Menschlichkeit mit Top-Besetzung inszenierte Jo Baier […] nach den Kindheitserinnerungen des Schauspielers Michael Degen. […] Ein wichtiger Film, der die Geschichte der kleinen Leute thematisiert, die nicht alle die Augen vor den Verbrechen verschlossen und ihre Menschlichkeit unter Beweis stellten. Achten sie auf Axel Prahl in einer Nebenrolle als Lokführer, der hier einmal mehr eine unbeschreibliche schauspielerische Leistung abliefert.“

## Auszeichnungen
Jo Baier sowie die Hauptdarsteller Nadja Uhl und Aaron Altaras gewannen den Publikumspreis der Marler Gruppe beim Adolf-Grimme-Preis 2007. Der Film war für den Adolf-Grimme-Preis 2007 in der Kategorie Fiktion nominiert. Enjott Schneider wurde der Deutsche Fernsehpreis 2007 für die beste Musik in Nicht alle waren Mörder und Die Flucht zugesprochen. Nadja Uhl war für den Deutschen Fernsehpreis 2007 und den Bayerischen Fernsehpreis 2007 als beste Schauspielerin nominiert.